# Districtul Pa Daet
Pa Daet (în thailandeză ป่าแดด) este un district (Amphoe) din provincia Chiang Rai, Thailanda, cu o populație de 26.628 de locuitori și o suprafață de 333,3 km².

## Componență
Districtul este subdivizat în 5 subdistricte (tambon), care sunt subdivizate în 58 de sate (muban).
| Nr. | Nume         | În thailandeză | Sate | Locuitori |  |
| --- | ------------ | -------------- | ---- | --------- |  |
| 1.  | Pa Daet      | ป่าแดด          | 12   | 6,504     |  |
| 2.  | Pa Ngae      | ป่าแงะ          | 18   | 8,129     |  |
| 3.  | San Makha    | สันมะค่า         | 8    | 5,089     |  |
| 5.  | Rong Chang   | โรงช้าง         | 12   | 4,892     |  |
| 6.  | Si Pho Ngoen | ศรีโพธิ์เงิน       | 8    | 2,014     |  |

Geocode 4 is not used.